# 위아더
위아더(WE ARE THE)는 2019년 4월에 설립된 의류제작 서비스 플랫폼 운영 기업이며, 공식 명칭은 '주식회사 위아더'이다.
2020년 5월 의류제작 허브 플랫폼 '오슬' 서비스를 정식 오픈하였고, 공장 검색 및 추천, 비교 견적, 전자 계약, 의류제작 등 개인이나 기업이 제작이나 발주, 재고 등의 관리 부담없이 오로지 디자인과 판매 성과에만 집중할 수 있는 서비스를 제공하고 있다.
2022년 6월 기준, 의류 디자이너 10,000여 명, 의류 생산공장 2,300여개 사가 등록하거나 입점하여 서비스를 이용하고 있다.

## 서비스

### 오슬
- 공장 찾기 (검색 서비스)

언제 어디서든 원하는 조건만 검색하면, 쉽고 간편하게 필요한 공장을 찾을 수 있는 서비스
의류생산 전문가가 직접 방문하여 확인한 19가지의 공장 상세 정보를 확인할 수 있다.
- 매칭 하기 (추천, 비교 견적 서비스)

의류 제작이 필요한 작업과 최적의 공장들을 선별하여, 최대 48시간 이내 실시간 비교 견적을 받아 볼 수 있는 서비스
오슬만의 매칭 알고리즘을 통해 해당 작업과 최적의 공장을 선별하여 추천 및 자동 견적 요청이 가능하다.
- 생산 메이트 (의류제작 서비스)

의뢰서 1장만 작성하면, 디자인 및 의류 제작 컨설팅부터 패턴, 샘플, 자재 소싱, 제작, 전문 검수, 납품까지 한 번에 가능한 의류제작 토탈 서비스
의뢰서 작성, 상담, 샘플 제작, 메인 생산, 검수 및 납품의 5단계에 걸쳐 진행되며, 다품종 소량생산에 최적화되어있다.
- 시험 분석 의뢰 (온라인 원단 시험 분석 & 성적서 관리 서비스)

'KOTITI 시험연구원' 과 제휴. 온라인을 통한 섬유·의류 시험 분석 의뢰 서비스
시험 분석을 통해 발급된 성적서를 보다 쉽고 간편하게 관리할 수 있는 전용 페이지를 제공한다.